# Masdevallia yungasensis
Masdevallia yungasensis är en orkidéart som beskrevs av Tamotsu Hashimoto. Masdevallia yungasensis ingår i släktet Masdevallia och familjen orkidéer.
Artens utbredningsområde är Bolivia.

## Underarter
Arten delas in i följande underarter:
- M. y. calocodon
- M. y. yungasensis